# 기아 셀토스
기아 셀토스(Kia Seltos)는 2019년부터 기아에서 생산 및 판매하는 전륜구동 기반 소형 스포츠 유틸리티 자동차다. 참고로, Seltos는 Celtos에서 파생된 단어이며, 그리스신화에 등장하는 반인반신 헤라클레스와 켈트족 공주 셀틴(Celtine)의 아들이자 용맹한 신화속 영웅이었다.

## 1세대(SP1)

### 셀토스 (2019년7월~2022년7월)
2019년 7월 대한민국과 인도에서 동시에 공개되었다.
대한민국에서는 MPV인 카렌스를 대체하는 중소형 SUV로 출시되었고, i30 및 코나의 전륜구동 플랫폼을 공용하기 때문에 베뉴 및 스토닉과 달리 4륜구동 추가가 가능하다. 중국에서는 기아 KX3의 2세대 모델로 판매한다. 기아자동차가 인도에 최초로 선보이는 차량이기도 하며, 기아의 인도 아난타푸르 현지공장에서 생산한다. 유럽 1부 시장에서는 엑씨드, 스토닉과의 시장 간섭을 우려하여 판매되지 않는다. 2020년 7월 1일에는 트림이 재편성되고, 전용 라디에이터 그릴 및 휠로 차별화시킨 "그래비티" 트림이 추가된 2021년형이 출시되었다. 대한민국 내수용에는 177마력 1.6리터 감마 가솔린 터보 엔진과 136마력 U3 1.6리터 커먼레일 디젤 엔진이 장착되며, 자동변속기는 7단 DCT가 장착된다. 다만 형제차인 코나와 달리 EV 및 하이브리드는 없으며, 136마력 U3 커먼레일 디젤 엔진은 2021년을 마지막으로 대한민국 내수에서 판매가 중단된다. 오스트레일리아 및 북미 수출용에는 177마력 1.6리터 가솔린 터보 엔진 외에 149마력 누우 앳킨슨 사이클 2.0리터 DOHC 가솔린 MPI 엔진과 CVT가 추가된다.

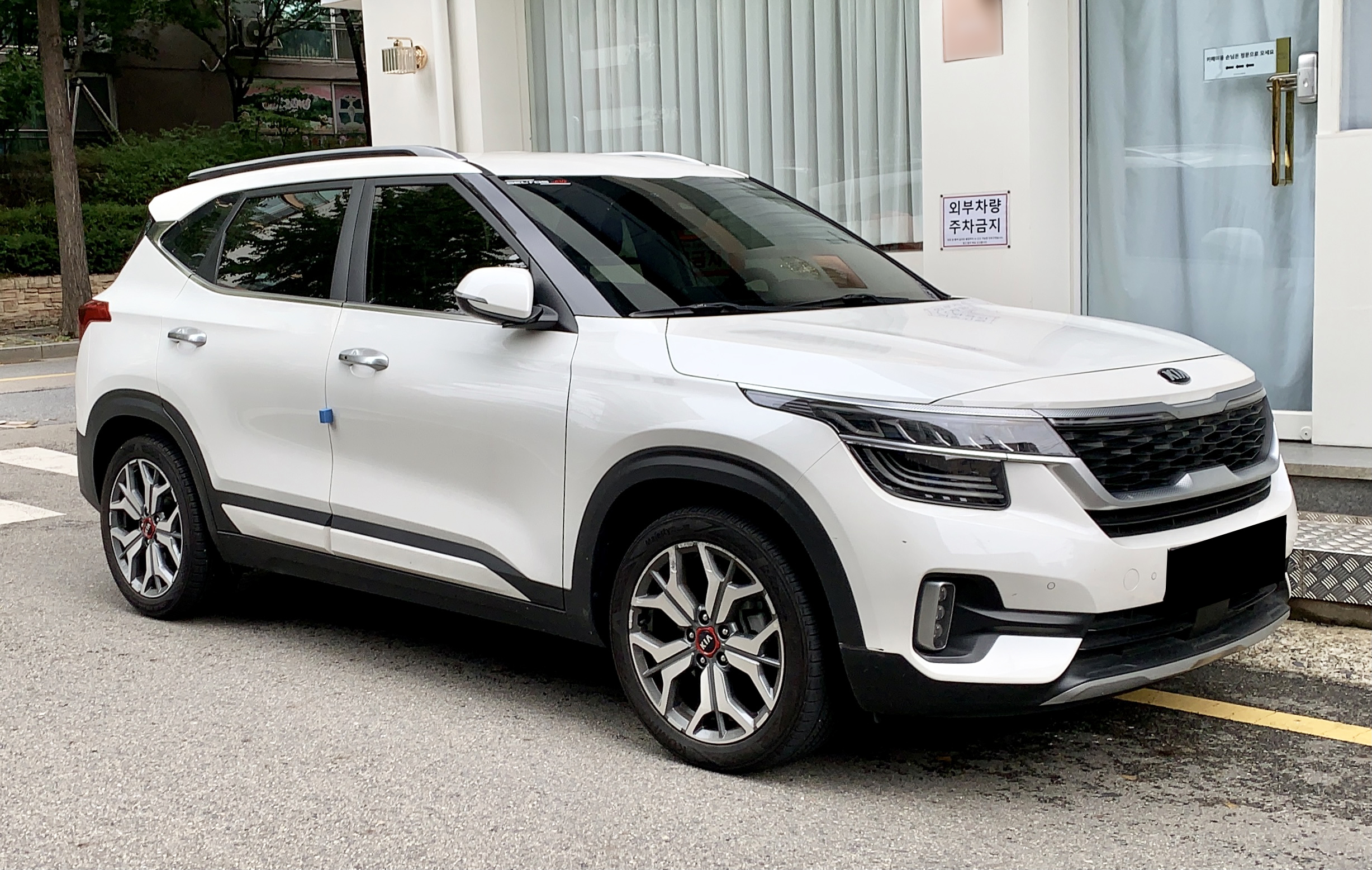
기아 셀토스 전측면
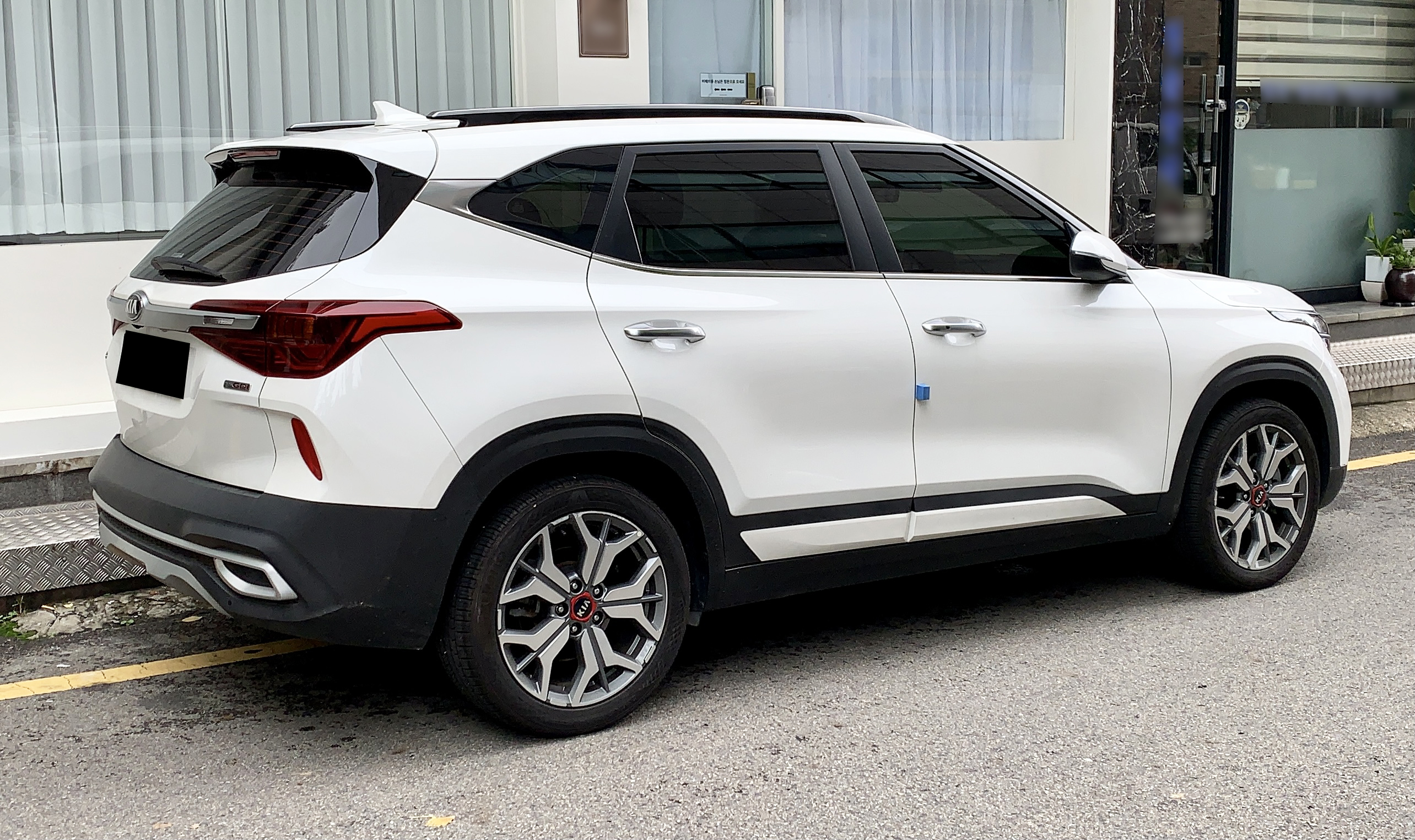
기아 셀토스 후측면
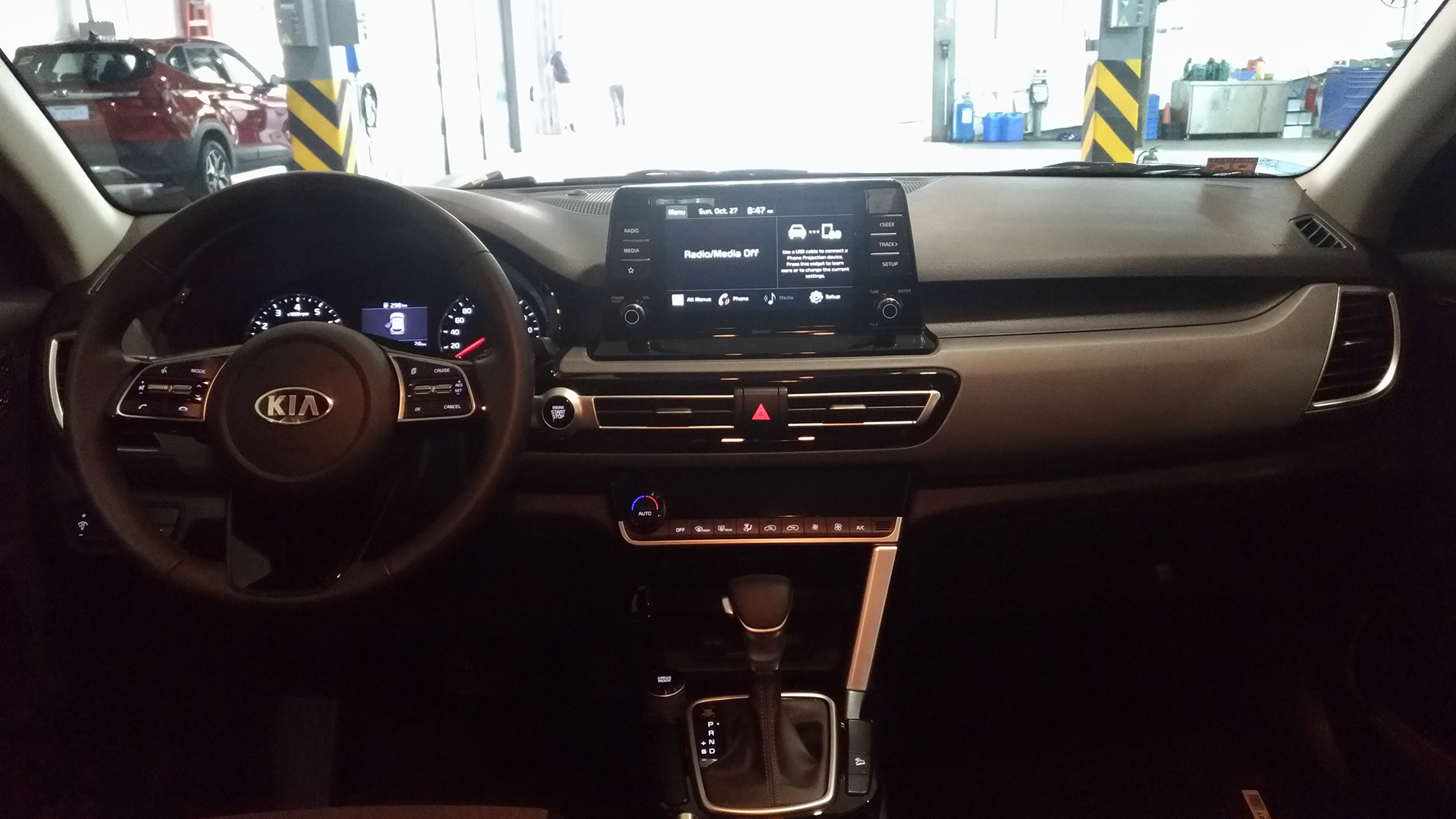
기아 셀토스 실내

### 더 뉴 셀토스 (2022년7월~2024년7월)
2022년 6월 30일에 내외장 디자인이 최초 공개됐다. 2022년 7월 15일에 열린 부산 모터쇼에서 공개한 후, 7월 22일에 시판했다. 차량 전면부는 메쉬 라디에이터 그릴과 이를 가로지르는 스타맵 시그니처 라이팅, 와이드한 형상의 LED 프로젝션이 적용됐다. 또한 LED 주간주행등의 세로 조형과 수직으로 연계된 포그 램프와 스키드 플레이트가 적용됐다. 측면부는 18인치 전면 가공 타입 휠이 적용됐다. 후면부는 가로로 길게 디자인된 스타맵 시그니처 라이팅과 백업 램프 및 리어 리플렉터가 적용됐다. 하단 범퍼는 유광 블랙 컬러가 적용됐다.
실내에는 10.25인치 클러스터와 10.25인치 인포테인먼트 시스템 화면을 연결한 파노라마 디스플레이가 적용됐다. 또한 통합형 컨트롤러 및 전자식 변속 다이얼 등 기능이 추가됐으며, 대시 보드에는 센터 가니쉬를 추가 적용했다.
감마 1.6리터 가솔린 터보 엔진은 코나의 페이스리프트 모델에 장착되는 198마력 CVVD 버전으로 변경됐으며, 7단 DCT에서 8단 자동변속기로 교체했다. 페이스리프트와 함께 북미 수출용으로 적용해 온 149마력 누우 앳킨슨 사이클 2.0리터 DOHC 가솔린 MPI 엔진과 CVT가 대한민국 내수용에도 추가됐다.
디자인 차별화 모델 그래비티도 운영된다. 그래비티 모델에는 다크 메탈을 적용한 라디에이터 그릴, 어퍼 및 로어 가니쉬, 헤드램프 어퍼 가니쉬, 프론트 및 리어 스키드 플레이트가 적용됐다. 또한 18인치 블랙 알로이 휠과 블랙 아웃사이드 미러 등이 추가 적용됐다.
서라운드 뷰 및 후측방 모니터, 지능형 속도 제한 보조, 원격 스마트 주차 보조 등 첨단 운전자 보조 시스템이 탑재됐다. 또한 운전석 메모리 시트, 애프터 블로우, 기아 디지털 키 2 터치, C타입 USB 충전 단자 등 탑승객 편의기술이 추가 적용됐다.
중국에서는 이 모델부터 KX3란 명칭을 버리고 세계 시장처럼 셀토스로 개명했다.

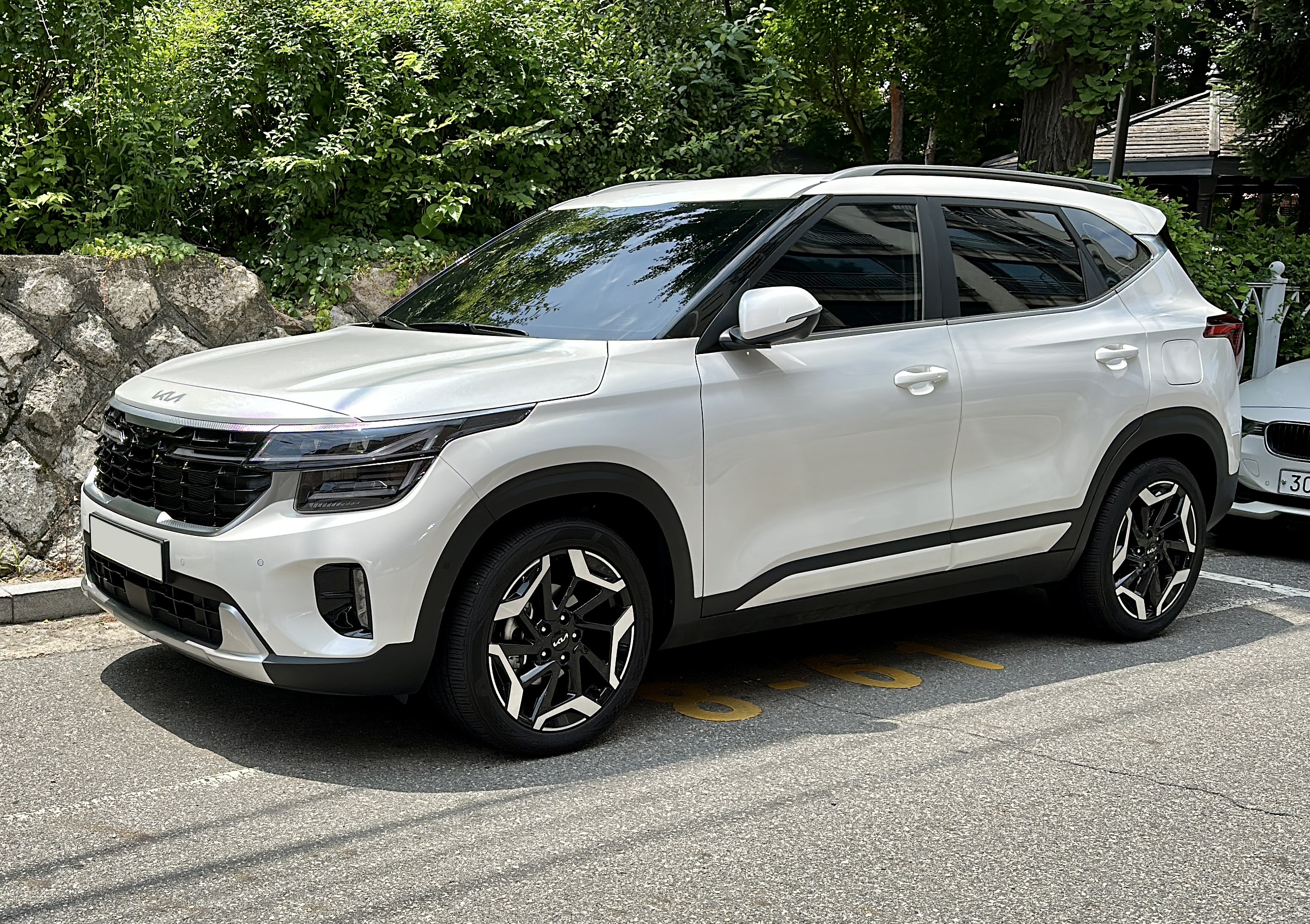
기아 더 뉴 셀토스 전측면
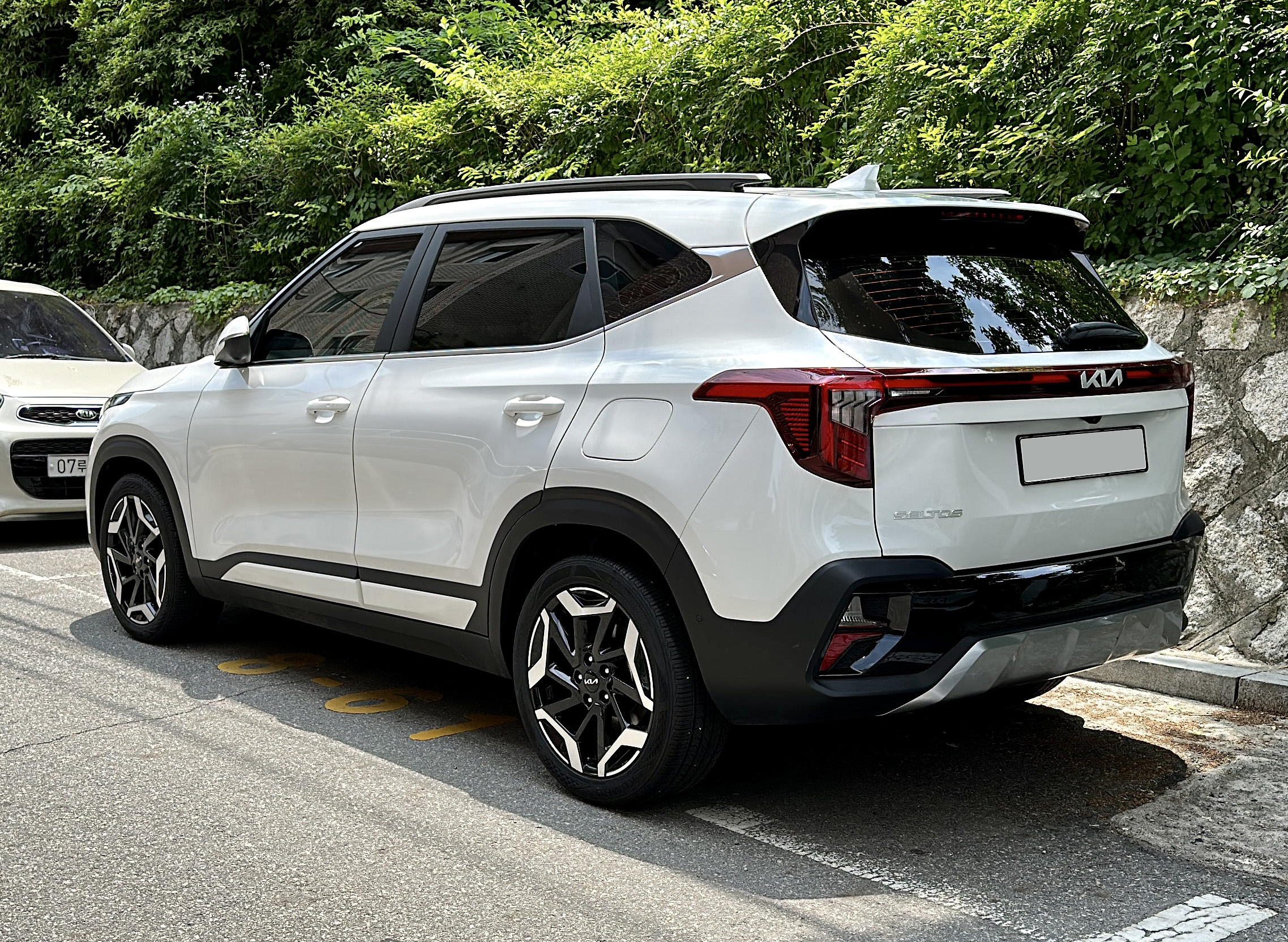
기아 더 뉴 셀토스 후측면

### The 2025 셀토스 (2024년7월~현재)
2024년 7월 15일, 연식 변경 모델인 'The 2025 셀토스'가 출시됐다.
전 트림에 LED 리피터 일체형 아웃사이드 미러, 전·후방 주차거리 경고, 1열 열선 시트, 실내 소화기를 기본으로 탑재했으며 프레스티지 트림부터 스마트폰 무선 충전 시스템을, 시그니처 트림부터 동승석 파워 시트가 추가됐다.
신규 내장 컬러로 시그니처 트림에 블랙 가죽 시트, 그래비티 트림에 미드나잇 그린 가죽 시트가 추가됐다.
판매 가격은 1.6 가솔린 터보 모델 2,246만 원 부터,  2.0 가솔린 모델 2,147만 원 부터 시작한다.

## 역대 슬로건

### 1세대(SP2)
- Amazing Compact (셀토스)
- MEET THE AMAZING (더 뉴 셀토스)